# Movimiento de bases

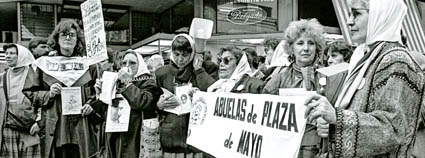
La asociación de las Madres de Plaza de Mayo, iniciado en Argentina en 1977, es un movimiento de bases ya que comenzó desde las mismas madres y abuelas de los desaparecidos contra el terrorismo de Estado de la dictadura argentina.

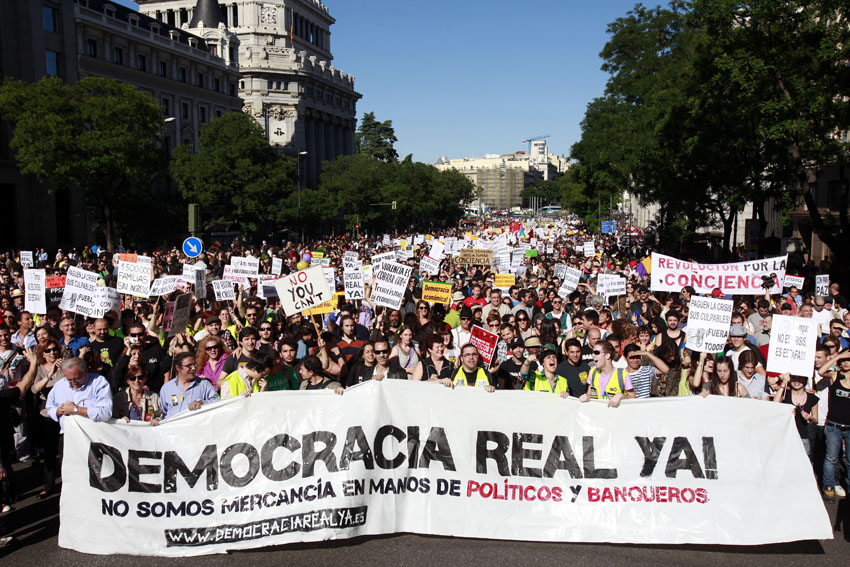
Manifestación de Democracia Real Ya (DRY), una asociación española de bases para reclamar un Estado menos corrupto y más democrático.

Un movimiento, asociación o comunidad de base(s), también conocido por su nombre en inglés, grassroots (pronunciación en inglés: /ˈgrɑːsruːts/; lit. 'raíz de césped', fig. 'fundamental', 'de base'), es una forma de asociación constituida por los miembros de una misma comunidad. Implica que la creación del movimiento y el apoyo del grupo es natural y espontáneo, a diferencia de las comunidades que son promovidas desde las estructuras de poder. Si el movimiento, aunque tenga apariencia de natural o espontáneo, fuera inducido y con falsa base, hablaríamos de su opuesto, el astroturfing (AstroTurf nombre vulgarizado en el inglés para referirse al césped artificial).

## Diferentes contextos geográficos
En Estados Unidos, donde tiene su origen el término, los movimientos grassroots existen a nivel local, con voluntarios en la comunidad que donan su tiempo para apoyar a un partido político local que más tarde apoyará a un partido a nivel nacional. Por ejemplo, un movimiento de este tipo anima a registrar a votantes para un partido político determinado.

## Técnicas
Los grassroots se organizan y crean grupos de presión de varias formas: 
- Albergando reuniones en locales y realizando congresos anuales y/o generales
- Colocando carteles y anuncios
- Hablando con la gente por la calle y en las redes sociales
- Pidiendo firmas
- Obteniendo dinero y donativos
- Colocando mesas de información en espacios públicos
- Organizando manifestaciones
- Pidiendo opiniones a la población que serán tenidas en cuenta después
- Comunicándose y articulando con otros movimientos
- Publicando materiales impresos o digitales para divulgación, debate o formación
- Elaborando e impulsando proyectos, de leyes, educativos, etc.
- Todas ellas, formas variadas de aplicación del concepto Do It Yourself, con el que está relacionado.